# 老鴉柿
老鴉柿(Dispyros rhombifolia)，中國原產的柿樹科植物，除食用外亦可作盆栽欣賞。

## 特徵
葉形狀像帶有了圓感的菱形，從3月開始4月左右開花。漿果呈尖的橢圓形，成熟的話會變橙色。雌雄異株，故如要結果必須雌雄一起種植。果實苦澀不宜食用，不過作為盆栽和庭園的樹木廣泛被種植。